# Pretty Hate Machine
Pretty Hate Machine är Nine Inch Nails debutalbum. Släpptes 20 oktober 1989.

## Låtarna på albumet
1. Head Like a Hole - 4:59
2. Terrible Lie - 4:38
3. Down in It - 3:46
4. Sanctified - 5:48
5. Something I Can Never Have - 5:55
6. Kinda I Want To - 4:33
7. Sin - 4:06
8. That's What I Get - 4:30
9. The Only Time - 4:47
10. Ringfinger - 5:40